# أساطير (مختارات)
أساطير: روايات قصيرة من قبل أسياد الفنتازيا الحديثة (بالإنجليزية: Legends: Short Novels by the Masters of Modern Fantasy) هي مختارات 1998 من 11 رواية قصيرة من قِبل عدد من مؤلفي الفنتازيا باللغة الإنجليزية، حررها روبرت سيلفربرغ. كانت جميع القصص أصلية للمجموعة، وتم تعيينها في عوالم المؤلفين الخيالية المعمول بها. فازت المختارات بجائزة لوكوس لأفضل مختارات في عام 1999. ما يعادل الخيال العلمي، آفاق أقصى، تبعها في عام 1999.
هذه المجموعة لها تكملة بعنوان أساطير 2، نُشرت في عام 2003.

## الاستقبال
فازت أساطير بجائزة لوكوس لأفضل أنطولوجيا في عام 1999.

## وصلات خارجية
- لا بيانات لهذه المقالة على ويكي بيانات تخص الفن
- ُLegends عنوان مُدرج في قاعدة بيانات الخيال التأملي على الإنترنت